# Ferran Pujalte i Camarasa
Ferran Pujalte i Camarasa (Barcelona, 25 d'agost de 1963) és un entrenador i exjugador d'hoquei sobre patins català. Les temporades 2009/10 i 2010/11 va ser entrenador el primer equip de la secció d'hoquei patins del Futbol Club Barcelona, equip en el qual també jugà en la seva etapa de jugador, on destacà com un defensa de perfil molt tècnic.

## Trajectòria

### Jugador
Pujalte inicià la seva trajectòria com a jugador a la Unió Esportiva Horta, d'on passà al Mollet HC, Cerdanyola Club Hoquei i d'allí al Club Esportiu Noia, recalant finalment al Hockey Club Liceo de la Corunya, coincidint amb l'època daurada del club gallec.
A les files de l'HC Liceo, guanyà gairebé tots els títols possibles en hoquei patins, aconseguint guanyar quatre OK Lligues, tres Copes d'Europa, una Recopa d'Europa, tres Copes del Rei, quatre Supercopes d'Europa i tres Copes Intercontinentals.
Posteriorment, l'any 1993 fitxà pel Futbol Club Barcelona, on jugà tres temporades tot ampliant el seu palmarès amb una nova OK Lliga, així com una Copa del Rei i una Copa de les Nacions de Montreux. Després de la seva estada al FC Barcelona, fitxà pel Club Patí Vilafranca, on acabà retirant-se.
A nivell internacional també fou un habitual de la selecció espanyola d'hoquei patins, combinat amb el qual guanyà sis Mundials i sis Campionats d'Europa.

### Entrenador
Com a entrenador inicià la seva trajectòria entrenant al CP Vilafranca entre 1998 i 2001, fitxant a la següent temporada pel Club Patí Vic, equip amb el qual assoliria destacades actuacions tant a l'OK Lliga com a la Copa d'Europa, arribant a disputar la final de l'edició 2009, caient derrotat a la tanda de penals enfront del Reus Deportiu, si bé si que aconseguí guanyar la Copa del Rei de 2009.
Després de la seva reeixida trajectòria al capdavant del Club Patí Vic, la temporada 2009/10 es feu càrrec de la banqueta de la secció d'hoquei patins del Futbol Club Barcelona. El 27 de febrer de 2011 el club blaugrana guanyà per 4-2 la final de la Copa del Rei davant el Reus Deportiu al nou pavelló de Blanes. El juny de 2011 va ser deixar de ser entrenador del club. L'estiu de 2012 fitxà pel Club Patí Vic, iniciant així una segona etapa com a entrenador al club.

## Palmarès com a jugador

### HC Liceo
- 4 Supercopes d'Europa (1986/87, 1987/88, 1989/90, 1991/92)
- 3 Copes Intercontinentals (1987, 1989, 1993)
- 3 Copes d'Europa (1986/87, 1987/88, 1991/92)
- 1 Recopa d'Europa (1989/90)
- 4 Lligues espanyoles/OK Lligues (1986/87, 1989/90, 1990/91, 1992/93)
- 3 Copes espanyoles/Copes del Rei (1988, 1989, 1991)

### FC Barcelona
- 1 Copa de les Nacions (1995)
- 1 Lliga espanyola/OK Lliga (1995/96)
- 1 Copa espanyola/Copa del Rei (1994)

### Selecció espanyola
- 1 Campionats del Món "A" (1989)
- 1 Campionats d'Europa (1985)

## Palmarès com a entrenador

### CP Vic
- 2 Copes espanyoles/Copes del Rei (2009 i 2015)
- 1 Copa Intercontinental (2016)

### FC Barcelona
- 1 Copa Continental d'hoquei patins masculina (2009/10)
- 1 Copa d'Europa (2009/10)
- 1 Lliga espanyola/OK Lliga (2009/10)
- 1 Copa espanyola/Copa del Rei (2011)